# 清水群
清水 群（しみず ぐん、1981年 ‐ ）は、日本のコンサルタント、実業家、中小企業診断士。スマイルガーディアン代表。2024年からは広島県の遊園地「みろくの里」を運営するツネイシLR株式会社の代表取締役副社長を務めた。ディズニーランドとユニバーサル・スタジオ・ジャパンという2大テーマパークを経験し、遊園地の経営まで行った日本で唯一のテーマパークコンサルタント、遊園地・テーマパークの専門家として知られる。

## 人物・略歴
1981年兵庫県姫路市生まれ。オリエンタルランドとユー・エス・ジェイに併せて10年間在籍。ディズニーランドとユニバーサル・スタジオ・ジャパンでは、接客の他、アトラクションのメンテナンス・機械部品設計、リスクマネジメント,ビッグデータ分析による収益性改善などの業務をこなした。その後、群コンサルティングオフィスとして独立し、遊園地・テーマパークに特化したコンサルタントとして活動する。

### オリエンタルランドとユー・エス・ジェイ時代
ディズニーランドでは、アトラクションの運営キャストを担当（スプラッシュマウンテン、レイジングスピリッツ）。後に技術本部に所属し、アトラクションのメンテナンスや部品設計、安全管理を担当。その後、最新の安全管理技術に興味を持ち、ユー・エス・ジェイに転職。正社員から契約社員となる。ユー・エス・ジェイでは、技術部にてアトラクションのメンテナンスや部品設計、安全管理を担当した。国土交通省主体の建築基準整備促進事業に参加し、業界の安全管理分野で第一人者として海外での会議に参加するなど、国内の遊園地・テーマパークの安全性向上に寄与。オリエンタルランドでの経験をもとに、技術者目線でのゲストサービスコンテンツの開発や従業員教育を行う。中小企業診断士の取得を機に、運営企画立案の部署へ異動。「専門職のスキル見える化」や業務効率改善を行い、5年連続社内表彰を受賞。ビッグデータの分析により運営やメンテナンスの業務効率化、人員配置の最適化などを行い、サービスの向上と収益性の改善の両立を実現させ、1年間で1億円強の利益改善を実現。その後、管理職を務める。 

### 独立後
2016年には、群コンサルティングオフィスとして独立し、遊園地・テーマパークに特化したコンサルタントとして活動のかたわら、多業種にわたる経営コンサルタント、接客サービスに関する企業研修やセミナーを実施。2018年には株式会社スマイルガーディアンを設立。継続して、日本で唯一のテーマパークコンサルタントとして活動するほか、大企業から全国の商工会議所、歯科医院までの幅広い業種を対象に、「テーマパークで学んだこと」を中心に、特殊な業界で清水でなければ経験できなかったことなどを題材として研修や講演を行い、テーマパークに関する知識を数字を使いながら説明するなど、遊園地・テーマパークの英知を社会に還元する取り組みを行っている。
2017年以降は、中国のテーマパーク経営者への講演やコンサルティング、建設プロジェクト参画や東南アジアのテーマパークのアトラクション建設に関するディレクター、アメリカ合衆国の大手ファンド会社へテーマパークに関する投資戦略を指導するなどの活動を行っている。
社名の「スマイルガーディアン」には、笑顔を（Smile：スマイル）守る者（Guardian：ガーディアン）との想いが込められている。

## 経歴
- 1981年 - 兵庫県姫路市生まれ。
- 2000年 - 筑波大学第三学群工学システム学類入学。
- 2006年
  - 同大学院システム情報工学研究科を修了。
  - オリエンタルランド入社。
- 2008年 - ユー・エス・ジェイに入社。
- 2016年 - 群コンサルティングオフィスとして独立。日本で唯一の遊園地・テーマパークのコンサルタントとして活動するかたわら、多業種の経営コンサルタントや接客サービスの企業研修、セミナーを実施。
- 2018年 - 株式会社スマイルガーディアンを設立し、代表取締役に就任。
- 2021年 - 6月24日より法人向け研修として、ボードゲーム研修「アッパーランド」サービスを開始[7]。
- 2023年 - 6月10日、日本経済新聞NIKKEIプラス1「何でもランキング」に寄稿[8]。
- 2024年 - ツネイシLR株式会社の代表取締役副社長に就任[1]。

## 著書
- 『社員の育成は5人が限界 ～テーマパークから学んだ人材育成術「５人組ジョブトレーニング法」～』（2017年11月13日）ISBN 9784866289113
- 『なぜテーマパークでは朝から風船を売っているのか?: テーマパークで学ぶビジネスの教科書』（2019年7月13日）ISBN 9784309921785
- 『テーマパーク・アミューズメント事業 知っておきたい最新トレンドと成功の秘訣』（2019年9月26日）ISBN 9784863675223 - 杉崎聡紀との共著
- 『天職　～「らしくない」と言われる「自分らしい」生き方～』（2020年3月24日）ISBN 9784909902191
- 『あなたの知らない安全なテーマパークの仕組み　～安心してジェットコースターに乗るために知っておきたい27のコト～』（2023年6月5日）ISBN 9784910772059

## メディア出演

### テレビ
- ZIP!（日本テレビ）
- スッキリ!!（日本テレビ）
- 出川哲朗のアイ・アム・スタディー（日本テレビ）
- News zero（日本テレビ）
- ひるおび!（TBS）
- 東大王（TBS）
- あさチャン（TBS）
- News23（TBS）
- 直撃LIVEグッディ!（フジテレビ）
- 今日感テレビ（RKB毎日放送）
- 報道ランナー（関西テレビ）
- スーパーJチャンネル（テレビ朝日）
- 林修のニッポンドリル（フジテレビ）

### ラジオ
- 仲谷一志・下田文代のよなおし堂（RKBラジオ）